# Edouard Prisse

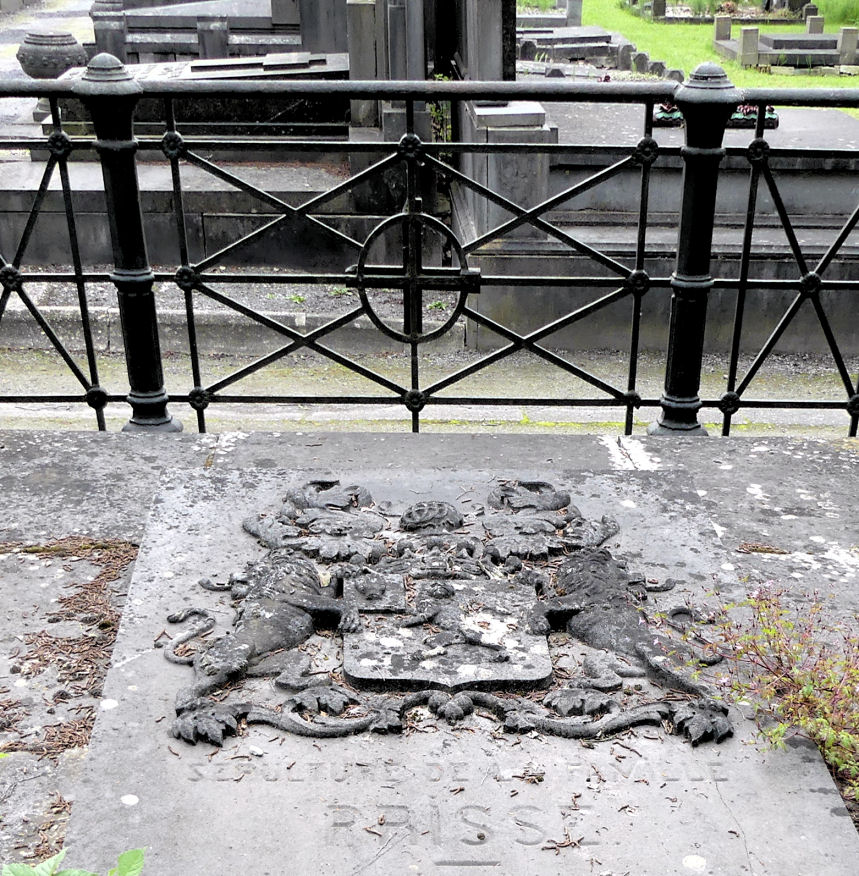
Praalgraf in arduin ontw. van architect Ernest Delmez op begraafplaats Tereken, Sint-Niklaas.

Edouard Prisse (Maastricht, 26 augustus 1814 - Luik, 21 november 1907) was een Belgisch ingenieur en pionier in het aanleggen van spoorweglijnen.

## Levensloop
Edouard Louis Florent Prisse was de zoon van baron Albert Prisse (1788-1856), van wie hij de baronstitel erfde. Na 1830 behoorde zijn vader tot de leidinggevende kringen in het jonge koninkrijk, onder meer in 1846-1847 als minister van Oorlog. Edouard trouwde in 1843 in Nijmegen met barones Marguerite Louise van der Capellen (1817-1879), dochter van luitenant-generaal Frederik Benjamin Alexander Philip van der Capellen (1781-1854). Ze kregen zeven kinderen, geboren tussen 1844 en 1855:
- Baron Florent A. Prisse (1844-1912), officier.
- Baron Frédéric B.A.Ph. Prisse (1846-1913), hoofdingenieur, vervolgens directeur van Bruggen en Wegen, directeur van de Waterstaat.
- Jkvr. Henriette L.M. Prisse (1848-1849).
- Jkvr. Henriette M. L.A. Prisse (1849-1861).
- Baron Edouard P. Prisse (1851-1936), hoofdingenieur der Belgische Staats-spoorwegen.
- Jhr. Robert L.G. Prisse (1853-1881).
- Jkvr. Caroline L.F. Prisse (1855-1863).

Edouard werd na het Atheneum te Namen op 17-jarige leeftijd leerling aan de Ecole Centrale des Arts et Manufactures te Parijs, waar hij in 1833 het diploma van ingénieur mécanicien et métallurgiste behaalde. In 1841 werd hij aangesteld bij de Belgische Staatsspoorwegen.
In februari 1846 werd hij gedetacheerd naar Brugge en vestigde hij zich in de Hoedenmakersstraat, naast William Chantrell, de initiatiefnemer voor spoorlijnen in West-Vlaanderen. Hij moest de privémaatschappij bijstaan, de Compagnie des Chemins de Fer de la Flandre Occidentale, die de vergunning had gekregen voor het aanleggen van spoorwegen in West-Vlaanderen. De Engelse spoorleggers waren erbij betrokken, zoals George Stephenson (1781-1848), de vader van de spoorweg. Op anderhalf jaar tijd kwam de West-Vlaamse lijn Brugge-Kortrijk tot stand. Er werden nog andere spoorlijnen in het vooruitzicht gesteld, waar Prisse het tracé voor uittekende. De uitvoering bleef, bij gebrek aan kapitaal, achterwege.
Tijdens zijn verblijf in Brugge trad Prisse op naar aanleiding van een brand in de Zuidzandstraat en redde verschillende bewoners. Hij kreeg er het ereteken eerste klas voor moed en zelfopoffering voor. Hij integreerde snel in het Brugse verenigingsleven, werd lid van de Société Littéraire en was vrijwilliger bij de Jagers Verkenners van de Burgerwacht. In de Burgerwacht werd hij majoor-bevelhebber van het eerste bataljon en adjunct van de luitenant-kolonel van de Brugse Burgerwacht, de spoorwegdirecteur William Chantrell.
In 1848 verliet het gezin Prisse Brugge voor Sint-Niklaas. In opvolging van ingenieur Gustave De Ridder werd Prisse directeur van de spoorwegen van het Land van Waas. Hij behield deze functie tot in 1891. Hij was tevens voorzitter, beheerder of directeur van maatschappijen in de sectoren gas en elektriciteit, koolmijnen en spoorwegmateriaal.
Na 1891 ging Prisse in Luik wonen bij zijn zus, de weduwe van Emile de Laveleye.

## Sociaal werk en Evangelische kerk
In St. Niklaas heeft Prisse ook op het sociaal-charitatieve terrein van zich doen spreken door in 1869 actief deel te nemen aan het besuur van de maatschappij voor het bouwen van werkmanswoningen. In 1882 co-creëerde hij een Vereniging voor Openbare Zedelijkheid, welke vooral de prostitutie wilde bestrijden door het oprichten van opvanghuizen voor vrouwen en paal en perk te stellen aan de handel in Britse meisjes die op het continent geprostitueerd werden.  
Verder, op aangeven van zijn vriend Ernest Dunant (de Zwitserse oprichter van het Internationale Rode Kruis) richtte hij in Sint-Niklaas het eerste dispensarium van het Belgische Rode Kruis op.
Baron Edouard Prisse ondersteunde vanaf 1856 moreel en financieel de protestantse gemeenten van Gent en Antwerpen. Hij was heel actief in de Belgische Christelijke Zendingskerk, een genootschap medegefinancierd door Nederlandse en Amerikaanse steun. Verschillende malen pleitte hij op de Synode voor de rechten van de kleine Vlaamse protestantse gemeenten tegenover de overwegend Waalse Zendingskerk. Hij duldde ook niet dat het protestantisme openlijk werd aangevallen en raakte in 1857 in een verhitte publieke controverse met de Bisschop van Brugge Joannes Baptista Malou. 
Edouard Prisse’s oudste zoon Frederic Benjamin Alexander Philippe baron Prisse (1846-1913), Hoofdingenieur van Waterstaat, heeft later op zijn beurt de rol van zijn vader overgenomen bij de Antwerpse gemeente. Hij bouwde er de protestantse kerk aan de Bexstraat in 1893. 
Baron Edouard Florent Louis Prisse stierf op 93-jarige leeftijd, in Luik, op 21 november 1907. Hij is begraven op de Parkbegraafplaats Tereken, in een praalgraf ontworpen in 1891 door architect Ernest Delmez. Ook zijn vrouw en hun drie op jonge leeftijd gestorven dochters zijn er bijgezet. Dit graf is heden het familiegraf van de oudere Prisse tak.